# سیارک ۴۴۰۲۷
سیارک ۴۴۰۲۷ (به انگلیسی: 44027 Termain، نامگذاری:1998AD) چهل و چهار هزار و بیست و هفتمین سیارک کشف شده‌است که در ۲ ژانویه ۱۹۹۸ کشف شد.